# Historia del vestuario

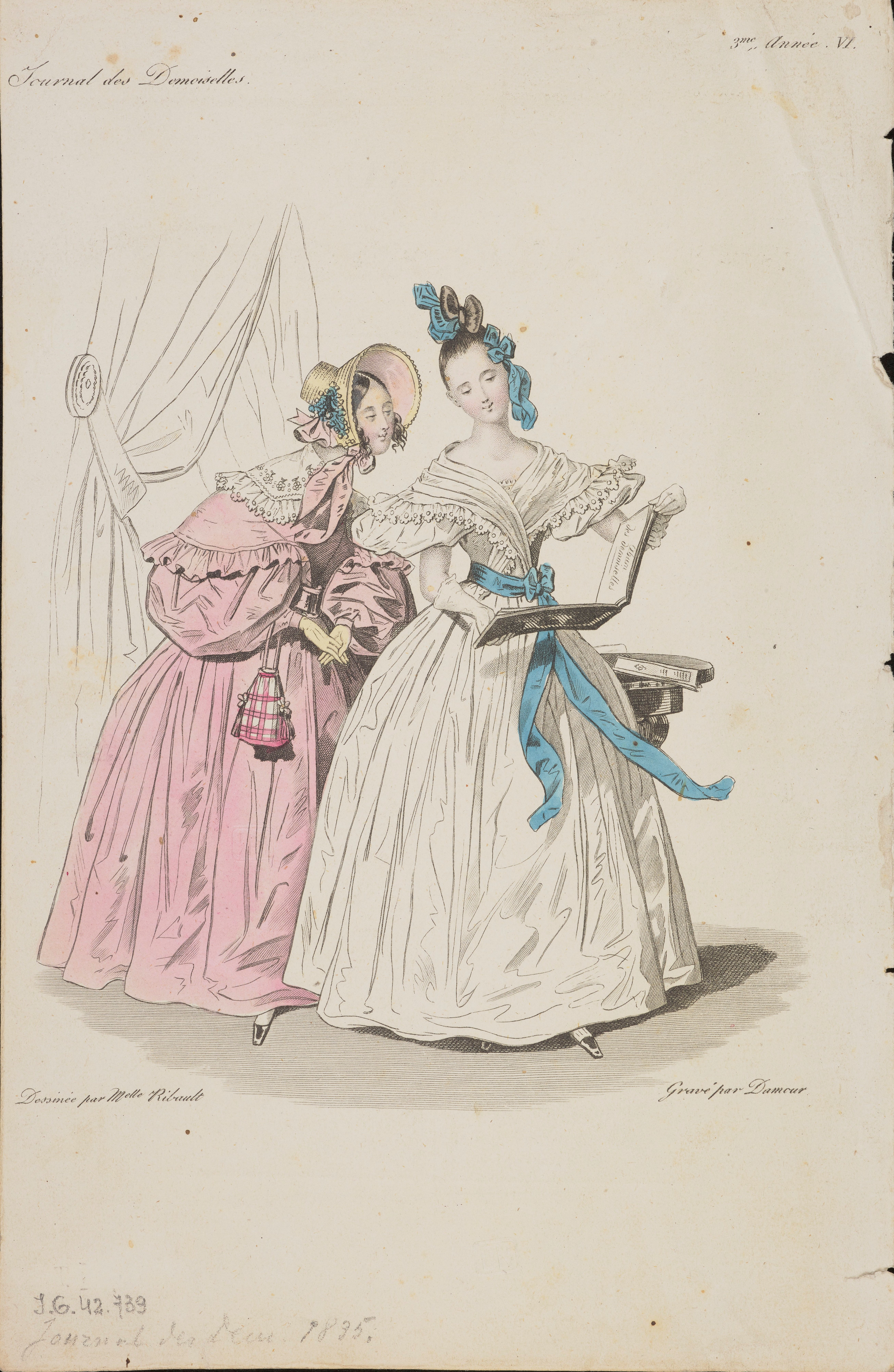
Ilustración de moda (placa), 1835. Journal des demoiselles

La historia del vestido  es el estudio de la historia que utiliza la ropa y los textiles para entender el pasado. A través de análisis de modos de vestir, diferentes tipos de prendas, textiles y accesorios de un determinado momento de la historia; un historiador del vestuario puede investigar e identificar los contextos sociales, culturales, económicos, tecnológicos y políticos que influyem en fenómenos y experiencias de vida durante el período bajo investigación.
Los métodos de investigación utilizados en la historia del vestuario son muy variados, y los historiadores del vestuario a menudo abordan el análisis desed una variedad de perspectivas e intereses temáticos, que pueden enfocarse, por ejemplo, en la fabricación, venta al por menor y/o consumo de prendas de vestir, modos de vestir, medios de expresión de vestuario, tradiciones de vestuario, trabajo, comercio y capital, geografía o cronología.

## Investigación histórica del vestuario

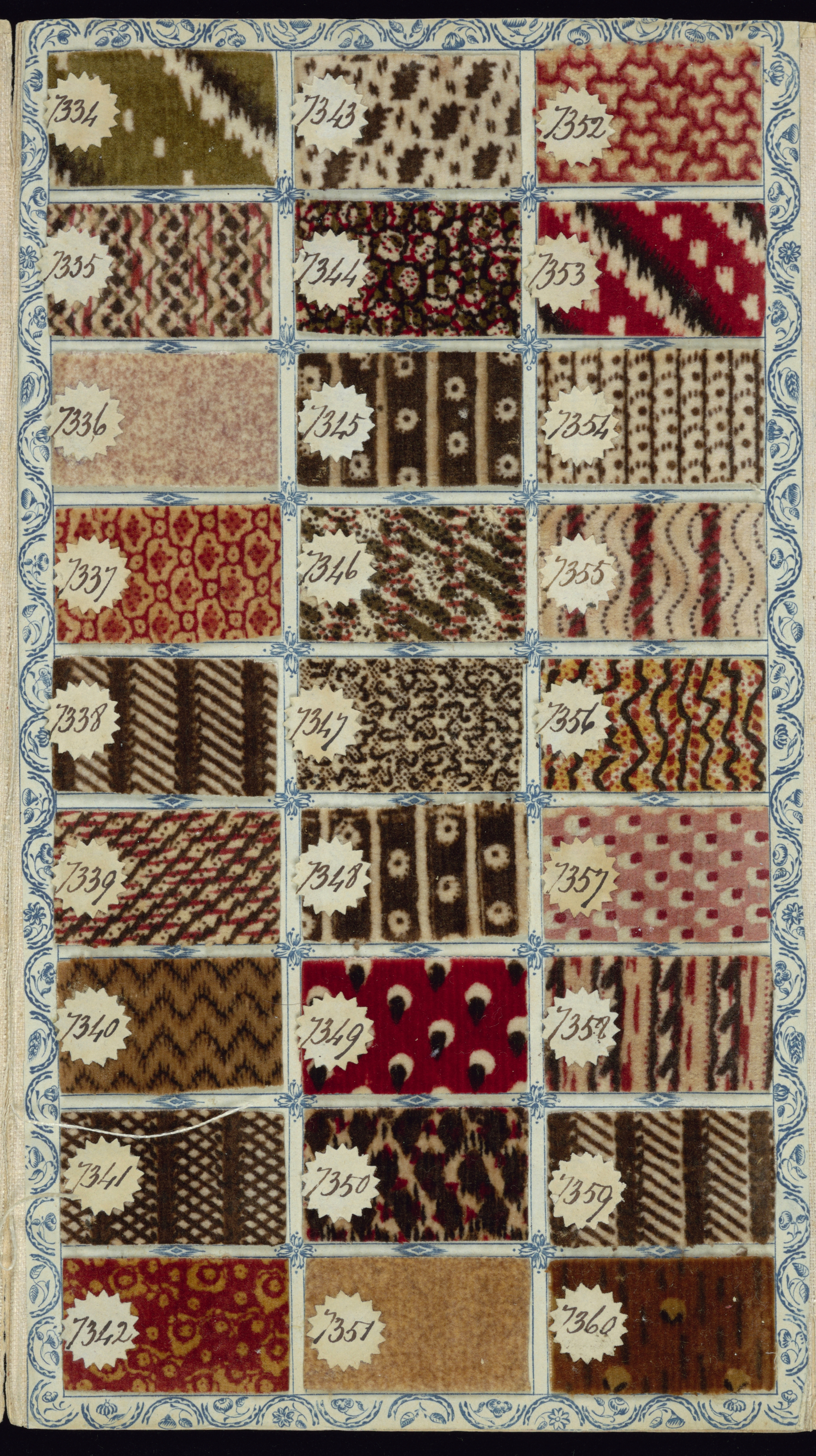
Muestrario del vendedor (England), 1784. Cooper Hewitt, Smithsonian Design Museum

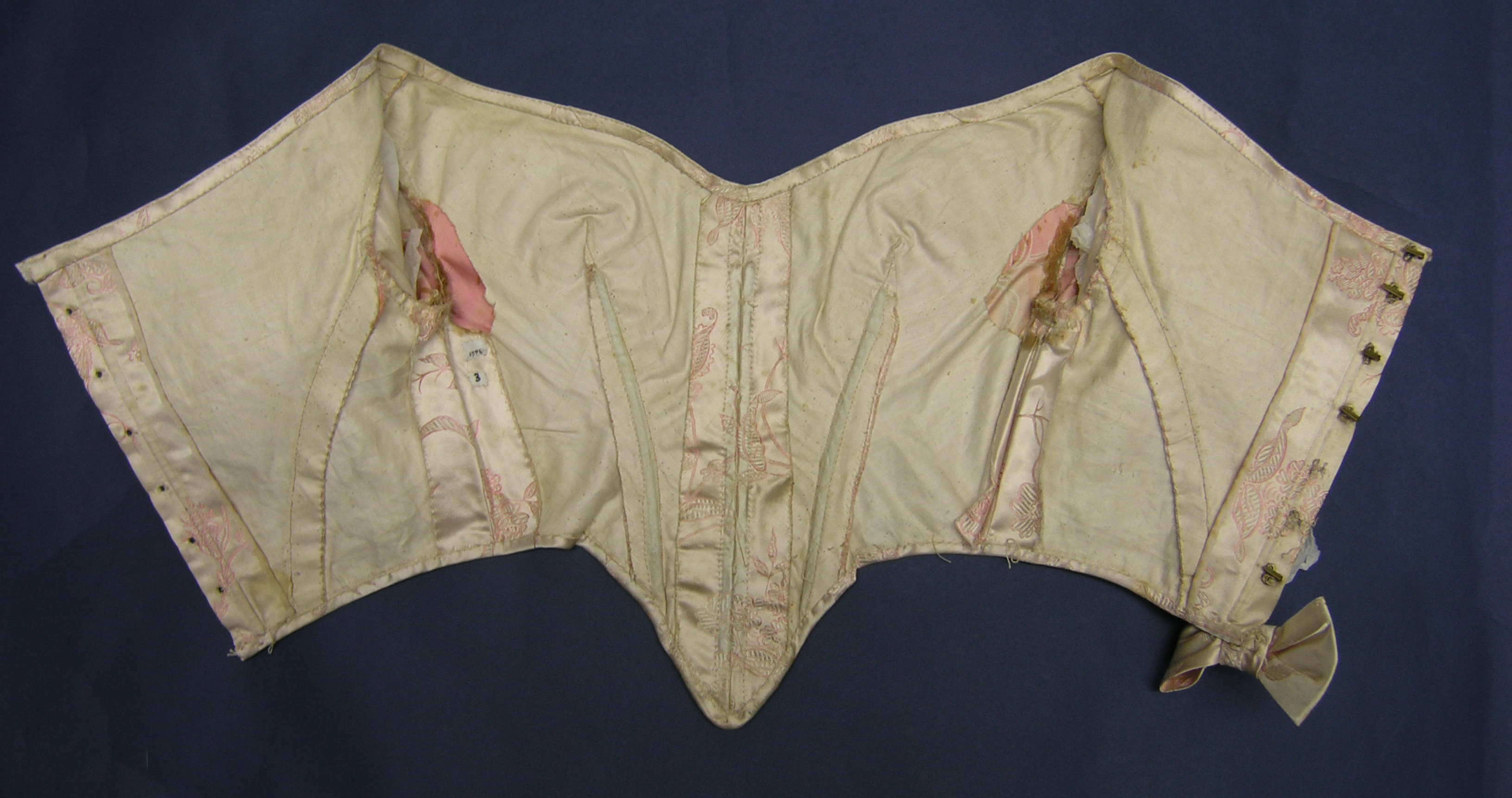
Vestido de baile, desmantelado, alrededor de 1840, Museo de Auckland.

La historia del vestuario, como materia de especialización en la investigación histórica, es el estudio de las formas de vestir a través del tiempo. Esto abarca el estudio centrado en la base histórica contextual, que puede incluir o derivarse de tipos o estilos de vestuario distintivos de un determinado período de la historia, cambios en los modos de expresión del vestuario y/o estudio de una prenda o tipo de prenda en específico. A través del análisis histórico del vestuario de los atributos visuales y símbolos del vestuario, se pueden comprender mejor las costumbres de un período y lugar en particular.
Los enfoques para la investigación histórica del vestuario emplean métodos de análisis académico interdisciplinarios y de amplio alcance. La investigación puede basarse en la antropología, la sociología, los estudios de género, la economía, el diseño y la historia política, puede ser de naturaleza cualitativa y/o cuantitativa, y también puede emplear la investigación basada en objetos y el análisis de la cultura material.
Mediante el uso de una gama inclusiva y expansiva de diferentes enfoques y basándose en una amplica variedad de fuentes, el tema de la historia del vestuario y la práctica de los historiadores del vestuario resalta cómo los parámetros dentro de los cuales los historiadores del vestuario llevan a cabo su investigación, están menos limitados por formas tradicionales de práctica reconocida.
La investigación puede estar informada por una variedad de diferentes tipos de fuentes primarias, includias las prendas contemporáneas sobrevivientes, material escrito, documentos de trabajo (como libros de muestras textitles o libros de contabilidad), publicaciones de prensa populares (como revistas y periódicos), pinturas y fotografías. Estas fuentes primarias también pueden utilizarse en otras especialidades de la investigación histórica, por ejemplo, en historia económica o historia política.
Dentro de la especialidad de la historia del vestuario, los historiadores del vestuario a menudo utilizan el examen visual como un centro a partir del cual desarrollar la comprensión en torno al vestuario, incluido el análisis de imágenes ilustrativas (como pinturas, ilustraciones de moda y caricaturas), objetos supervivientes (incluidas prendas de vestir, accesorios y textiles) y análisis de contenidos (de fuentes documentales contemporáneas).
A través del estudio de una amplia gama de diferentes fuentes primarias, los enfoques históricos del vestuario se pueden utilizar para interpretar el vestuario, la vestimenta y la moda dentro de contextos históricos. Un/a historiador/a del vestuario utiliza estos métodos (tanto enfoques teóricos como basados en objetos) como una forma de comprender el pasado; interpretar formas de vestir de un período determinado puede facilitar la comprensión de los contextos sociales, políticos, económicos y culturales de un período de tiempo y un lugar en particular.

## Sitios externos
- Association of Dress Historians, quiénes publican la revista the Journal of Dress History.